# Robertus alpinus
Robertus alpinus là một loài nhện trong họ Theridiidae.
Loài này thuộc chi Robertus. Robertus alpinus được miêu tả năm 1959 bởi Dresco.